# Sandër Lleshaj
Sandër Lleshaj (Selitë, 25 gennaio 1963) è un politico albanese. È stato ministro degli interni dal 16 novembre 2018 sino al 10 dicembre 2020.

## Biografia
Nato a Selitë nel comune di Mirdizia, è rimasto nella sua città natale fino all'età di 14 anni.
È sposato e ha due figli.

### Carriera militare
Si è formato in campo militare frequentando a dal 1978 al 1985 la Scuola Militare e l'Accademia militare. Dal 1994 al 1999 ha completato una serie di corsi presso l'Accademia Nazionale della Difesa di Vienna, il corso del Comandante di Battaglione presso la Scuola di Artiglieria Anti-Artiglieria di Rendsburg, il Corso di Generale presso l'Accademia di Management di Amburgo, Germania e corso di European Security presso l'Accademia di Management di Amburgo.
Nel 2008, Lleshi ha completato il seminario per dirigenti senior presso il Centro George C. Marshall per gli studi sulla sicurezza europea a Garmisch-Partenkirchen, in Germania. Nel 2011 ha completato il corso internazionale di gestione della difesa superiore presso la Naval Graduate School di Monterey, in California.
Dal 2010 ha ricoperto la carica di Vice Capo di Stato Maggiore delle Forze Armate d'Albania. Dal 1996 al 2000, è stato Comandante dei Corsi presso l'Accademia della Difesa di Tirana e poi, per altri tre anni, Comandante dell'Accademia Militare Skanderbeg. Dal 2003 al 2006 è stato Addetto alla Difesa della Repubblica d'Albania in Germania.

### Ministro degli affari interni
Il 16 novembre 2018 è stato nominato ministro degli interni nel governo Rama. Si è dimesso dall'incarico il 10 dicembre 2020, a seguito delle proteste provocate dall'uccisione, avvenuta il a Tirana l'8 dicembre 2020, del venticinquenne Klodian Rreshja, che aveva violato il coprifuoco notturno in vigore per combattere la pandemia di Covid-19, da parte di una pattuglia di polizia.